# Rallye d'Allemagne 2010
Le Rallye d'Allemagne 2010 est le 9e rallye du Championnat du monde des rallyes 2010.

## Résultats
| Rang              | Pilote             | Copilote          | Numéro            | Voiture                       | Écurie                   | Temps             | Écart             | Points            |
| Toutes catégories | Toutes catégories  | Toutes catégories | Toutes catégories | Toutes catégories             | Toutes catégories        | Toutes catégories | Toutes catégories | Toutes catégories |
| ----------------- | ------------------ | ----------------- | ----------------- | ----------------------------- | ------------------------ | ----------------- | ----------------- | ----------------- |
| 1.                | Sébastien Loeb     | Daniel Elena      | 1                 | Citroën C4 WRC                | Citroën Total WRT        | 3 h 59 min 38 s 3 |                   | 25                |
| 2.                | Dani Sordo         | Diego Vallejo     | 2                 | Citroën C4 WRC                | Citroën Total WRT        | 4 h 00 min 29 s 6 | 51 s 3            | 18                |
| 3.                | Sébastien Ogier    | Julien Ingrassia  | 7                 | Citroën C4 WRC                | Citroën Junior Team      | 4 h 01 min 51 s 6 | 2 min 13 s 3      | 15                |
| 4.                | Jari-Matti Latvala | Miikka Anttila    | 4                 | Ford Focus RS WRC 09          | BP Ford Abu Dhabi WRT    | 4 h 02 min 12 s 2 | 2 min 33 s 9      | 12                |
| 5.                | Petter Solberg     | Chris Patterson   | 11                | Citroën C4 WRC                | Petter Solberg WRT       | 4 h 06 min 26 s 0 | 6 min 47 s 7      | 10                |
| 6.                | Matthew Wilson     | Scott Martin      | 5                 | Ford Focus RS WRC 08          | M-Sport Stobart Ford WRT | 4 h 08 min 25 s 0 | 8 min 46 s 7      | 8                 |
| 7.                | Kimi Räikkönen     | Kaj Lindström     | 8                 | Citroën C4 WRC                | Citroën Junior Team      | 4 h 08 min 28 s 8 | 8 min 50 s 5      | 6                 |
| 8.                | Khalid Al Qassimi  | Michael Orr       | 14                | Ford Focus RS WRC 08          | BP Ford Abu Dhabi WRT    | 4 h 17 min 14 s 8 | 17 min 36 s 5     | 4                 |
| 9.                | Mark van Eldik     | Robin Buysmans    | 15                | Subaru Impreza WRC 2008       | Mark van Eldik           | 4 h 17 min 31 s 3 | 17 min 53 s 0     | 2                 |
| 10.               | Patrik Sandell     | Emil Axelsson     | 24                | Škoda Fabia S2000             | Red Bull Rallye Team     | 4 h 17 min 37 s 1 | 17 min 58 s 8     | 1                 |
| S-WRC             |                    |                   |                   |                               |                          |                   |                   |                   |
| 1. (10.)          | Patrik Sandell     | Emil Axelsson     | 24                | Škoda Fabia S2000             | Red Bull Rallye Team     | 4 h 17 min 37 s 1 |                   | 25                |
| P-WRC             |                    |                   |                   |                               |                          |                   |                   |                   |
| 1. (18.)          | Armindo Araújo     | Miguel Ramalho    | 31                | Mitsubishi Lancer Evolution X | Pirelli Star Driver      | 4 h 26 min 08 s 4 |                   | 25                |

## Spéciales chronométrées
| Étape       | Spéciale | Heure   | Nom                    | Distance | Vainqueur      | Temps         | Leader         |
| ----------- | -------- | ------- | ---------------------- | -------- | -------------- | ------------- | -------------- |
| 1 (20 août) | SS1      | 09 h 43 | Ruwertal/Fell 1        | 24,01 km | Sébastien Loeb | 13 min 54 s 2 | Sébastien Loeb |
| 1 (20 août) | SS2      | 10 h 46 | Grafschaft Veldenz 1   | 23,09 km | Sébastien Loeb | 13 min 29 s 5 | Sébastien Loeb |
| 1 (20 août) | SS3      | 11 h 34 | Moselland 1            | 19,92 km | Sébastien Loeb | 12 min 06 s 8 | Sébastien Loeb |
| 1 (20 août) | SS4      | 14 h 32 | Ruwertal/Fell 2        | 24,01 km | Petter Solberg | 13 min 51 s 7 | Sébastien Loeb |
| 1 (20 août) | SS5      | 15 h 35 | Grafschaft Veldenz 2   | 23,09 km | Sébastien Loeb | 13 min 26 s 5 | Sébastien Loeb |
| 1 (20 août) | SS6      | 16 h 32 | Moselland 2            | 18,08 km | Daniel Sordo   | 12 min 01 s 3 | Sébastien Loeb |
| 2 (21 août) | SS7      | 07 h 48 | Hermeskeil/Gusenburg 1 | 11,34 km | Sébastien Loeb | 06 min 11 s 5 | Sébastien Loeb |
| 2 (21 août) | SS8      | 08 h 31 | St. Wendeler Land 1    | 16,95 km | Daniel Sordo   | 09 min 10 s 3 | Sébastien Loeb |
| 2 (21 août) | SS9      | 09 h 04 | Freisen/Westrich 1     | 16,68 km | Sébastien Loeb | 09 min 55 s 7 | Sébastien Loeb |
| 2 (21 août) | SS10     | 10 h 30 | Arena Panzerplatte 1   | 48,00 km | Sébastien Loeb | 27 min 55 s 8 | Sébastien Loeb |
| 2 (21 août) | SS11     | 14 h 43 | Hermeskeil/Gusenburg 2 | 11,34 km | Petter Solberg | 6 min 11 s 3  | Sébastien Loeb |
| 2 (21 août) | SS12     | 15 h 26 | St. Wendeler Land 2    | 16,95 km | Daniel Sordo   | 9 min 11 s 6  | Sébastien Loeb |
| 2 (21 août) | SS13     | 15 h 59 | Freisen/Westrich 2     | 16,68 km | Daniel Sordo   | 9 min 59 s 2  | Sébastien Loeb |
| 2 (21 août) | SS14     | 17 h 25 | Arena Panzerplatte 2   | 48,00 km | Petter Solberg | 27 min 39 s 2 | Sébastien Loeb |
| 3 (22 août) | SS15     | 07 h 28 | Dhrontal 1             | 22,58 km | Petter Solberg | 14 min 44 s 2 | Sébastien Loeb |
| 3 (22 août) | SS16     | 08 h 03 | Moselwein 1            | 18,08 km | Sébastien Loeb | 10 min 50 s 7 | Sébastien Loeb |
| 3 (22 août) | SS17     | 10 h 36 | Dhrontal 2             | 22,58 km | Petter Solberg | 14 min 36 s 9 | Sébastien Loeb |
| 3 (22 août) | SS18     | 11 h 11 | Moselwein 2            | 18,08 km | Sébastien Loeb | 10 min 44 s 0 | Sébastien Loeb |
| 3 (22 août) | SS19     | 13 h 03 | Circus Maximus Trier   | 4,37 km  | Kimi Räikkönen | 3 min 13 s 9  | Sébastien Loeb |

## Classement
| Classement pilotes | Classement pilotes   | Classement pilotes | Classement pilotes | Classement pilotes | Classement pilotes | Classement pilotes | Classement pilotes | Classement pilotes | Classement pilotes | Classement pilotes | Classement pilotes | Classement pilotes | Classement pilotes | Classement pilotes | Classement pilotes |
| Rang               | Pilote               | Rallyes            | Rallyes            | Rallyes            | Rallyes            | Rallyes            | Rallyes            | Rallyes            | Rallyes            | Rallyes            | Rallyes            | Rallyes            | Rallyes            | Rallyes            | Total points       |
| Rang               | Pilote               | SUE                | MEX                | JOR                | TUR                | NZL                | POR                | BUL                | FIN                | GER                | JPN                | FRA                | ESP                | GBR                | Total points       |
| ------------------ | -------------------- | ------------------ | ------------------ | ------------------ | ------------------ | ------------------ | ------------------ | ------------------ | ------------------ | ------------------ | ------------------ | ------------------ | ------------------ | ------------------ | ------------------ |
| 1er                | Sébastien Loeb       | 18                 | 25                 | 25                 | 25                 | 15                 | 18                 | 25                 | 15                 | 25                 | -                  | -                  | -                  | -                  | 191                |
| 2e                 | Sébastien Ogier      | 10                 | 15                 | 8                  | 12                 | 18                 | 25                 | 12                 | 18                 | 15                 | -                  | -                  | -                  | -                  | 133                |
| 3e                 | Jari-Matti Latvala   | 15                 | 10                 | 18                 | 4                  | 25                 | Ab.                | 8                  | 25                 | 12                 | -                  | -                  | -                  | -                  | 117                |
| 4e                 | Petter Solberg       | 2                  | 18                 | 15                 | 18                 | Ab.                | 10                 | 15                 | 12                 | 10                 | -                  | -                  | -                  | -                  | 100                |
| 5e                 | Daniel Sordo         | 12                 | 0                  | 12                 | Ab.                | 10                 | 15                 | 18                 | 10                 | 18                 | -                  | -                  | -                  | -                  | 95                 |
| 6e                 | Mikko Hirvonen       | 25                 | 12                 | 0                  | 15                 | 12                 | 12                 | 10                 | Ab.                | Ab.                | -                  | -                  | -                  | -                  | 86                 |
| 7e                 | Matthew Wilson       | 6                  | 0                  | 10                 | 6                  | 8                  | 8                  | 2                  | 8                  | 8                  | -                  | -                  | -                  | -                  | 56                 |
| 8e                 | Federico Villagra    | -                  | 6                  | 6                  | 8                  | 2                  | 4                  | -                  | -                  | -                  | -                  | -                  | -                  | -                  | 26                 |
| 9e                 | Henning Solberg      | 8                  | 8                  | 2                  | 0                  | 6                  | Ab.                | 1                  | Ab.                | 0                  | -                  | -                  | -                  | -                  | 25                 |
| 10e                | Kimi Räikkönen       | 0                  | Ab.                | 4                  | 10                 | -                  | 1                  | 0                  | 0                  | 6                  | -                  | -                  | -                  | -                  | 21                 |
| 11e                | Mads Østberg         | 4                  | -                  | -                  | -                  | -                  | 6                  | -                  | 6                  | 0                  | -                  | -                  | -                  | -                  | 16                 |
| 12e                | Per-Gunnar Andersson | 1                  | -                  | 0                  | -                  | -                  | 0                  | 6                  | 1                  | 0                  | -                  | -                  | -                  | -                  | 8                  |
| 13e                | Xavier Pons          | -                  | 4                  | 1                  | -                  | 1                  | 0                  | -                  | -                  | 0                  | -                  | -                  | -                  | -                  | 6                  |
| 13e                | Khalid Al-Quassimi   | 0                  | -                  | -                  | -                  | -                  | 2                  | -                  | Ab.                | 4                  | -                  | -                  | -                  | -                  | 6                  |
| 15e                | Jari Ketomaa         | -                  | -                  | 0                  | -                  | 4                  | 0                  | -                  | Ab.                | -                  | -                  | -                  | -                  | -                  | 4                  |
| 15e                | Frigyes Turan        | -                  | -                  | -                  | -                  | -                  | -                  | 4                  | -                  | -                  | -                  | -                  | -                  | -                  | 4                  |
| 15e                | Juha Kankkunen       | -                  | -                  | -                  | -                  | -                  | -                  | -                  | 4                  | -                  | -                  | -                  | -                  | -                  | 4                  |
| 18e                | Martin Prokop        | 0                  | 2                  | -                  | -                  | 0                  | -                  | -                  | 0                  | 0                  | -                  | -                  |                    | -                  | 2                  |
| 18e                | Dennis Kuipers (en)  | 0                  | -                  | -                  | 2                  | -                  | 0                  | 0                  | Ab.                | 0                  | -                  | -                  | -                  | -                  | 2                  |
| 18e                | Juho Hanninen        | -                  | -                  | -                  | -                  | -                  | Ab.                | -                  | 2                  | -                  | -                  | -                  | -                  | -                  | 2                  |
| 18e                | Mark Van Eldik       | -                  | -                  | -                  | -                  | -                  | -                  | -                  | -                  | 2                  | -                  | -                  | -                  | -                  | 2                  |
| 22e                | Armindo Araujo       | 0                  | 1                  | 0                  | -                  | -                  | 0                  | -                  | -                  | 0                  | -                  | -                  | -                  | -                  | 1                  |
| 22e                | Aaron Burkart        | -                  | -                  | -                  | 1                  | -                  | 0                  | -                  | -                  | 0                  | -                  | -                  | -                  | -                  | 1                  |
| 22e                | Patrick Sandell      | -                  | -                  | -                  | -                  | -                  | -                  | -                  | -                  | 1                  | -                  | -                  | -                  | -                  | 1                  |

| Couleur | Résultat                                                         |
| ------- | ---------------------------------------------------------------- |
| Or      | Vainqueur                                                        |
| Argent  | 2e place                                                         |
| Bronze  | 3e place                                                         |
| Vert    | Classé, dans les points                                          |
| Bleu    | Classé, hors des points Non classé (Nc.)                         |
| Mauve   | Abandon (Ab.) Retrait (Re.)                                      |
| Noir    | Disqualifié (Dq.)                                                |
| Blanc   | N'a pas pris le départ (Np.) Forfait (Forf.) Épreuve annulée (A) |
| Aucune  | N'a pas participé (-)                                            |

| Classement constructeurs | Classement constructeurs           | Classement constructeurs | Classement constructeurs | Classement constructeurs | Classement constructeurs | Classement constructeurs | Classement constructeurs | Classement constructeurs | Classement constructeurs | Classement constructeurs | Classement constructeurs | Classement constructeurs | Classement constructeurs | Classement constructeurs | Classement constructeurs |
| Rang                     | Équipe                             | Rallyes                  | Rallyes                  | Rallyes                  | Rallyes                  | Rallyes                  | Rallyes                  | Rallyes                  | Rallyes                  | Rallyes                  | Rallyes                  | Rallyes                  | Rallyes                  | Rallyes                  | Total points             |
| Rang                     | Équipe                             | SUE                      | MEX                      | JOR                      | TUR                      | NZL                      | POR                      | BUL                      | FIN                      | GER                      | JPN                      | FRA                      | ESP                      | GBR                      | Total points             |
| ------------------------ | ---------------------------------- | ------------------------ | ------------------------ | ------------------------ | ------------------------ | ------------------------ | ------------------------ | ------------------------ | ------------------------ | ------------------------ | ------------------------ | ------------------------ | ------------------------ | ------------------------ | ------------------------ |
| 1er                      | Citroën Total World Rally Team     | 30                       | 31                       | 40                       | 25                       | 30                       | 33                       | 43                       | 33                       | 43                       | -                        | -                        | -                        | -                        | 308                      |
| 2e                       | BP Ford Abu Dhabi World Rally Team | 40                       | 27                       | 20                       | 24                       | 40                       | 12                       | 22                       | 25                       | 12                       | -                        | -                        | -                        | -                        | 222                      |
| 3e                       | Citroën Junior Team                | 14                       | 18                       | 16                       | 27                       | -                        | 31                       | 19                       | 20                       | 23                       | -                        | -                        | -                        | -                        | 168                      |
| 4e                       | Stobart M-Sport Ford Rally Team    | 14                       | 14                       | 16                       | 12                       | 18                       | 10                       | 14                       | 10                       | 10                       | -                        | -                        | -                        | -                        | 118                      |
| 5e                       | Munchi's Ford World Rally Team     | -                        | 8                        | 8                        | 10                       | 6                        | 8                        | -                        | -                        | -                        | -                        | -                        | -                        | -                        | 40                       |